# 程若庸
程若庸（?—?），字达原，南宋休宁人。
早年師從饶鲁，得朱熹的真传。咸淳四年（1268年）進士，历任安定书院、临汝书院、武彝书院山长，學者稱勿斋先生。